# Streptanus ogumae
Streptanus ogumae är en insektsart som beskrevs av Matsumura 1911. Streptanus ogumae ingår i släktet Streptanus och familjen dvärgstritar. Inga underarter finns listade i Catalogue of Life.